# Oberdorff
Oberdorff – miejscowość i gmina we Francji, w regionie Grand Est, w departamencie Mozela.
Według danych na rok 1990 gminę zamieszkiwały 314 osoby, a gęstość zaludnienia wynosiła 74 osób/km² (wśród 2335 gmin Lotaryngii Oberdorff plasuje się na 736. miejscu pod względem liczby ludności, natomiast pod względem powierzchni na miejscu 1077.).